# La danza (Carpeaux)
La danza (La Danse) è una scultura di Jean-Baptiste Carpeaux.
Si tratta di un gruppo ad altorilievo in pietra, realizzato tra il 1865 e il 1869 nell'ambito di una commissione di quattro opere destinate a ornare la facciata dell'Opéra Garnier a Parigi. L'opera è conservata al museo d'Orsay.

## Storia

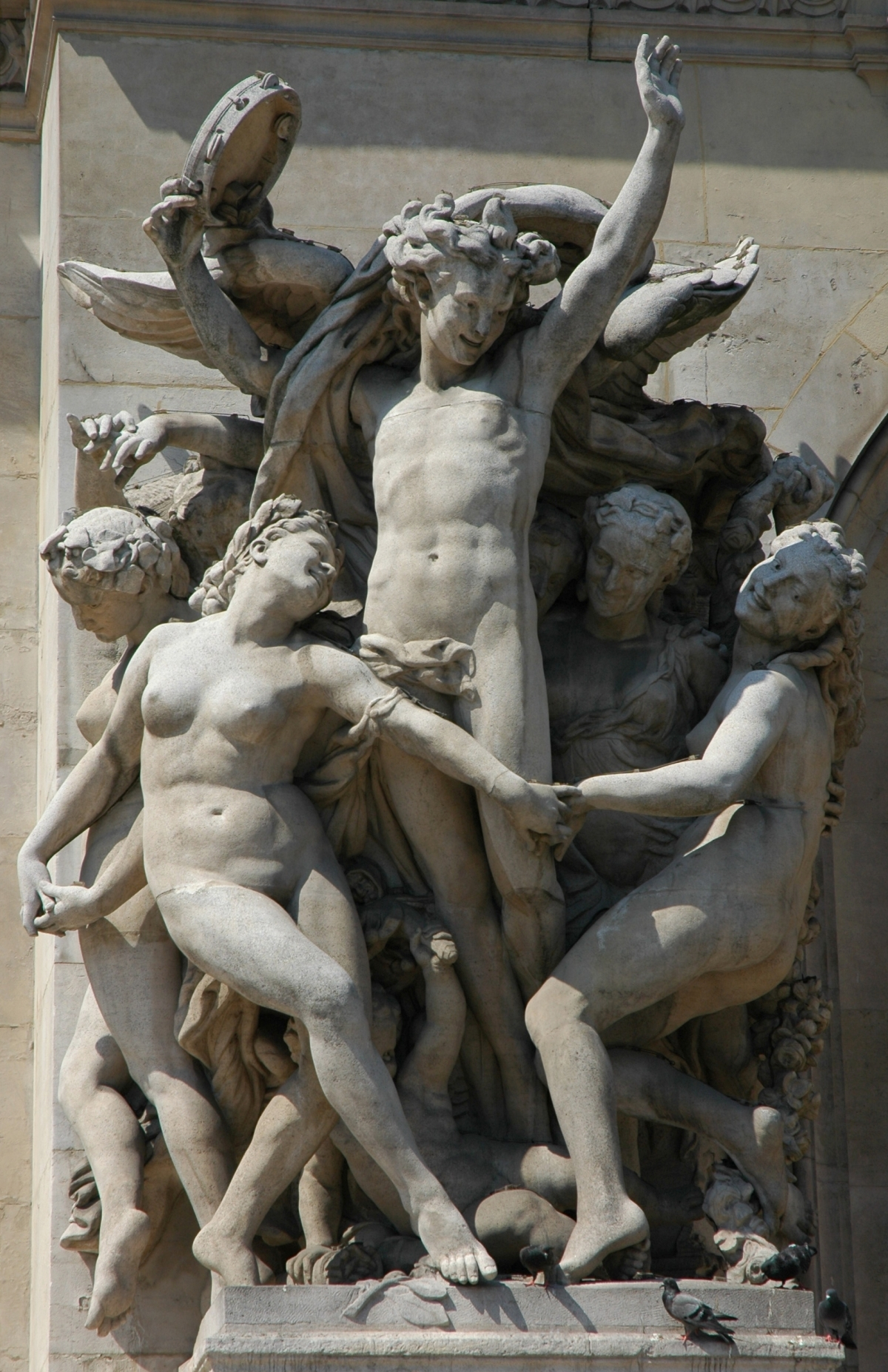
La copia del 1963.

Tre anni dopo essersi aggiudicato, con sorpresa di tutti, il cantiere del teatro dell'opera che oggi porta il suo nome, Charles Garnier propose al suo vecchio compagno della Petite-École, e ormai vincitore del premio di Roma, di realizzare una delle quattro sculture della facciata dell'edificio. Le quattro opere sono, da sinistra a destra:
- L'armonia di François Jouffroy (con le sue palme);
- La musica strumentale di Eugène Guillaume (con i suoi strumenti musicali);
- La danza di Jean-Baptiste Carpeaux;
- Il dramma lirico di Jean-Joseph Perraud (con la sua vittima agonizzante).

Carpeaux fece numerosi bozzetti per tre anni, prendendo come modelle le ballerine e le attrici del Palais Royal. Il modello definitivo risale al 1868 e la traduzione in pietra dell'Échaillon venne realizzata un anno dopo.
Indeciso sul sesso del "genio della danza", la figura centrale del gruppo, Carpeaux si rifece al falegname Sébastien Visat (1837-1914) per il corpo e alla principessa Hélène von Dönniges Racowitza (1843-1911) per il suo sorriso.
Per proteggerlo dall'inquinamento atmosferico, il gruppo originale venne trasferito al museo del Louvre nel 1964, quindi al museo d'Orsay nel 1986. Una copia realizzata nel 1963 dallo scultore Jean Juge (1898-1968), commissionata dallo studio di Paul Belmondo, si trova al suo posto sulla facciata del palazzo Garnier.

## Descrizione

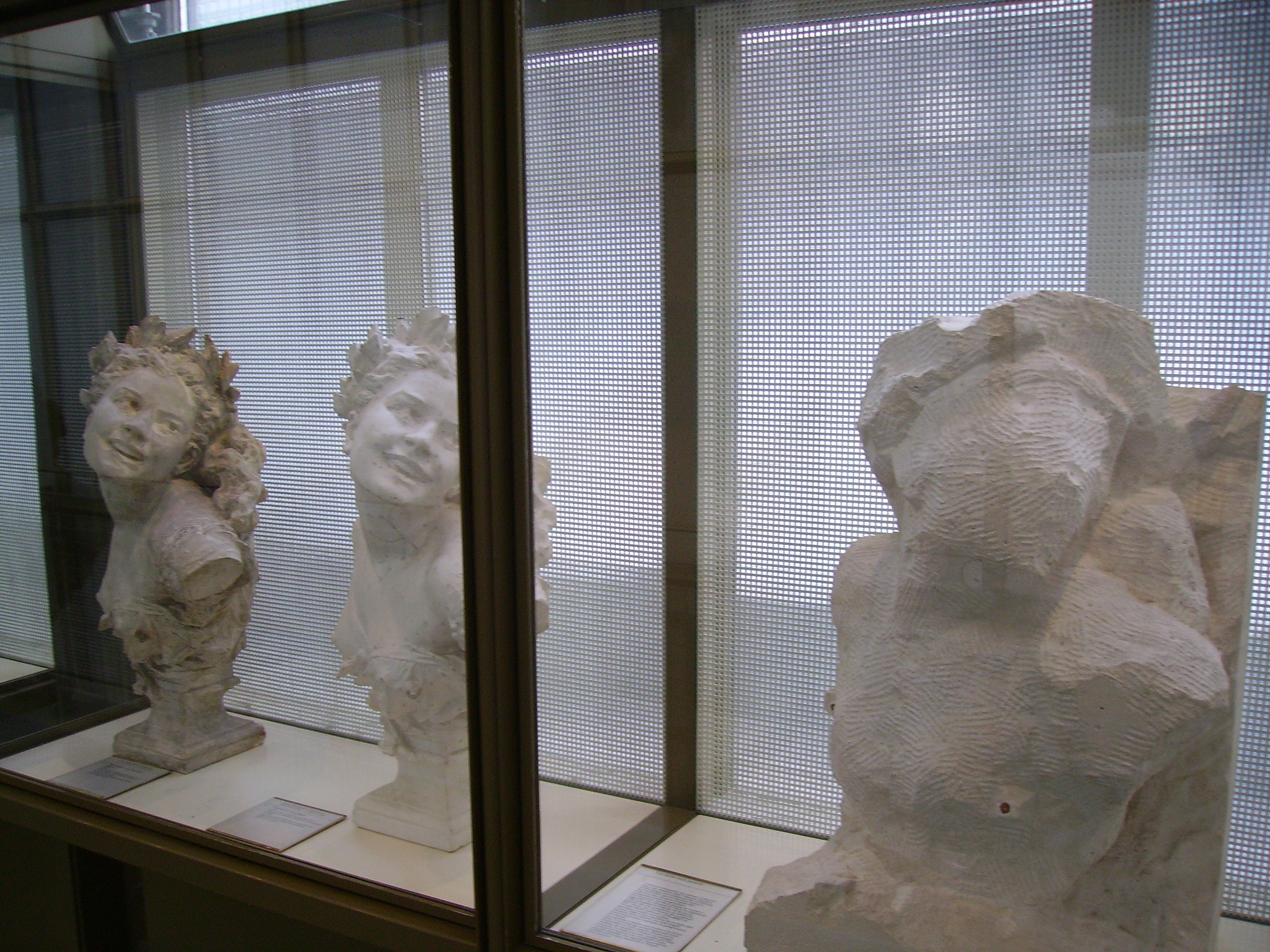
Alcuni bozzetti per il volto di una delle danzatrici, al museo d'Orsay.

Il gruppo della Danza è costituito da un giovane sorridente in piedi che suona un tamburello e da varie baccanti che girano e danzano nude attorno a lui. Il giovane ha i capelli mossi dal vento e un velo svolazzante sembra fargli da sfondo. Ai piedi del genio alato si trova un amorino che regge un sonaglio a forma di giullare. Le baccanti hanno le teste cinte da delle coroncine di fiori oppure di alloro. Esse si prendono per mano e sorridono, e i tratti del loro volto non sono idealizzati come per le statue neoclassiche, anzi sono molto realistici. Carpeaux, in seguito, trasse dal gruppo delle statue di bronzo che si focalizzavano su alcuni gruppi di personaggi: una per il puttino, una per il genio della danza e una per le baccanti, ridotte a tre e rinominate "Grazie".
Per realizzare l'altorilievo, Jean-Baptiste Carpeaux si ispirò a un altro che da tempo ornava l'arco di Trionfo della stessa città: La partenza dei volontari del 1792 di François Rude, spesso citato come La Marsigliese. Ironicamente, i detrattori dello scultore ripresero proprio il capolavoro di Rude per criticare La danza. Lo scultore cercò di rendere l'idea del movimento dei personaggi tramite una dinamica doppia, sia orizzontale che verticale. Originariamente, il bozzetto presentato dall'artista all'architetto Garnier includeva più figure e doveva essere di dimensioni più grandi.

## Accoglienza

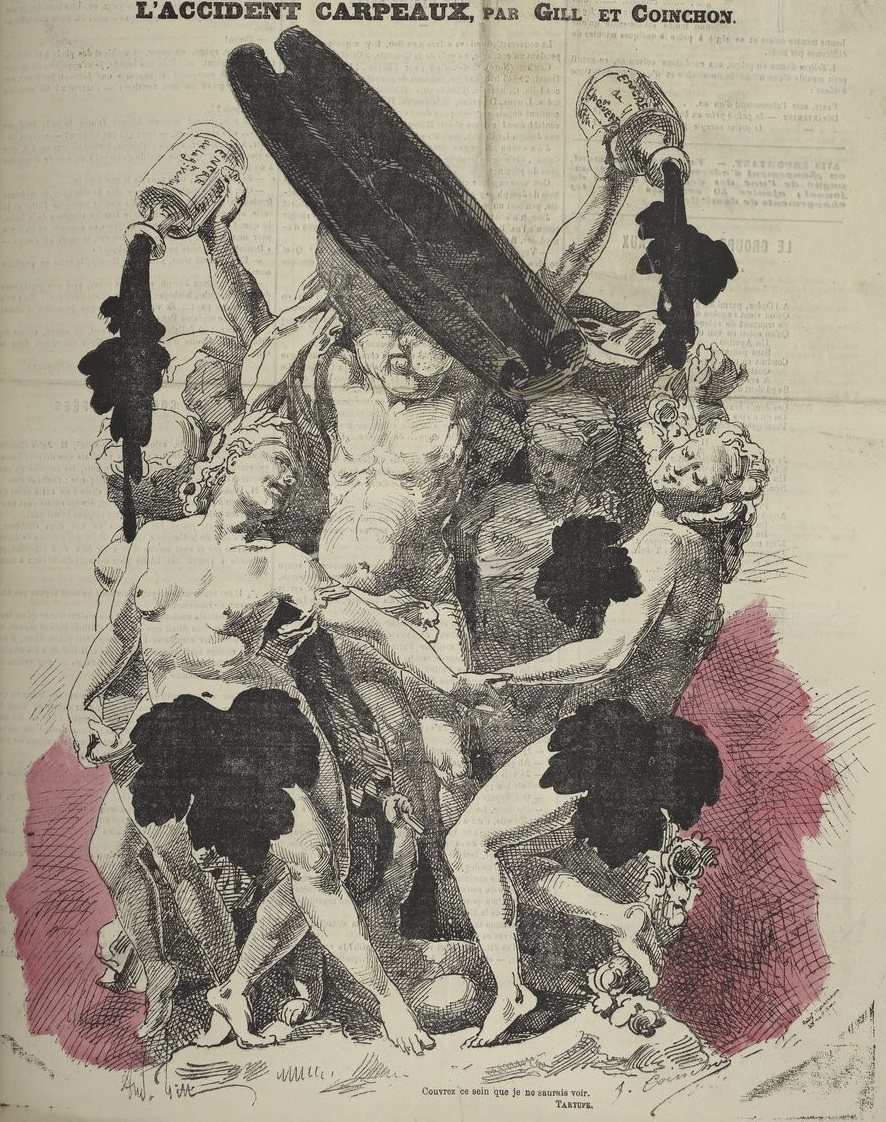
"L'incidente Carpeaux", una caricatura dell'opera realizzata da André Gill e Albert Coinchon nel 1869.

Svelato al pubblico il 27 luglio del 1869, il gruppo causò subito uno scandalo, soprattutto a causa della nudità dei personaggi e del trattamento realistico della composizione. Lo scrittore Émile Zola vi vedeva una satira feroce della società dell'epoca. Un appassionato dell'opera testimoniò:
(J. L. Ferrier, S. Monneret, L'Aventure de l'Art au XIXᵉ siècle, p. 635.)
Nella notte tra il 26 e il 27 agosto del 1869, un anonimo lanciò un calamaio pieno di inchiostro nero sul gruppo, il cui originale reca ancora alcune tracce, anche se venne trovata una soluzione dal chimico Tristan Esquiron per ridare alla pietra la sua bianchezza, in gran parte. In una vignetta satirica apparsa sul quotidiano L'Éclipse, dell'11 settembre del 1869, il genio al centro versava dell'inchiostro sulle baccanti ed era caratterizzato da un cappello da curato di dimensioni esagerate e da un naso grosso che richiamava quello del giornalista cattolico Louis Veuillot.
L'opinione pubblica, attraverso la stampa e diverse petizioni, richiese che l'opera venisse rimossa. Garnier propose di spostare la statua e di installarla nel foyer della danza, ma le signorine del corpo di ballo si opposero e anche loro firmarono una petizione. Napoleone III era sul punto di accettare, commissionando a Gumery una nuova scultura, ma la guerra del 1870 salvò l'opera.